# Cleidogona gucumatz
Cleidogona gucumatz är en mångfotingart som beskrevs av Shear 1972. Cleidogona gucumatz ingår i släktet Cleidogona och familjen Cleidogonidae. Inga underarter finns listade i Catalogue of Life.